# Franz Wüllner (musiker)

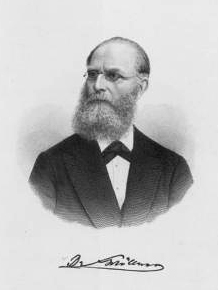
Franz Wüllner.

Franz Wüllner, född 28 januari 1832 i Münster, död 7 september 1902 i Braunfels, var en tysk musiker. Han var son till filogen Franz Wüllner och far till sångaren Ludwig Wüllner.
Wüllner var elev till bland andra Carl Arnold och Anton Schindler. Efter konsertresor till Bryssel, Köln, Bremen, Hannover och Leipzig, varunder han med bifall uppträdde som pianist (särskilt vad gäller Ludwig van Beethovens musik), blev han 1856 konservatorielärare i München, 1858 stadsmusikdirektor i Aachen, 1861 kunglig musikdirektor samt 1864 återkallad till München som dirigent för "hovkapellet" (en kyrkokör) och blev 1867 även ledare för kungliga musikskolans körsång. 
Vid Hans von Bülows avgång, 1869, blev han dirigent för hovoperan och akademikonserterna samt konservatorieinspektor i München och bringade samma år Richard Wagners "Rhenguldet" samt följande år "Valkyrian" till första uppförande. Han fick 1875 professors titel och Münchens universitet kallade honom till filosofie hedersdoktor. År 1877 blev han Julius Rietz efterträdare som hovkapellmästare och konservatoriedirektor i Dresden, varifrån han dock omotiverat avlägsnades 1882. Han dirigerade musikfesten i Aachen samma år och filharmoniska konserterna i Berlin 1883–84, varpå han efterträdde Ferdinand Hiller såsom chef för musikkonservatoriet och Gürzenichkonserterna i Köln samt dirigerade flera nederrenska musikfester. 
Wüllner berömdes framför allt som förtjänt musikpedagog och utmärkt dirigent. Bland hans kompositioner märks kantaten Heinrich der Finkler, mässor, motetter, kammarmusik, körer, visor och pianostycken, liksom recitativ till Carl Maria von Webers "Oberon".